# آکادمی پشتو
آکادمی پشتو (پشتو: پښتو اکیډمی) یک مؤسسه تنظیم‌کننده زبانی در دانشگاه پیشاور در شهر پیشاور، خیبر پختونخوا، پاکستان که مسئولیت معیارسازی، توسعه و ترویج زبان پشتو را بر عهده دارد. آکادمی پشتون در سال ۱۹۵۵ با پشتیبانی دولت خیبر پختونخوابا مدیریت مولانا عبدالقادر بنیانگذاری شد. این آکادمی یک مؤسسه پژوهشی و انتشاراتی با تمرکز بر توسعه و تحقیقات زبانی پشتو است. آکادمی پشتو همچنین دربارهٔ فرهنگ، ادبیات، تاریخ و هنر پشتون‌ها مطالعه می‌کند.